# Campionat d'Europa de Futbol sub-17 de la UEFA 2006
La fase final del campionat d'Europa sub-17 2006  es disputà a Luxemburg entre el 3 de maig i el 14 de maig de 2006. Hi van poder participar els jugadors nascuts a partir de l'1 de gener de 1989.

## Classificacions
Hi va haver dues rondes de classificació abans de la fase final: 
1. Ronda classificatòria
2. Ronda elit

## Seleccions
Bèlgica

 República Txeca

 Alemanya

 Hongria

 Luxemburg (amfitrió)

 Rússia

 Sèrbia i Montenegro

 Espanya

Vegeu Campionat d'Europa de Futbol sub-17 de la UEFA 2006 (Seleccions) per a la llista completa de seleccions.

## Seus
| Estadi                     | Ciutat              | Capacitat |
| -------------------------- | ------------------- | --------- |
| Josy Barthel Stadium       | Ciutat de Luxemburg | 8 200     |
| Stade Alphonse Theis       | Hesperange          | 3 058     |
| Stade Jos Nausbaum         | Mondorf-les-Bains   | 3 600     |
| Nagai Stadium              | Dudelange           | 2 558     |
| Stade Flohr                | Grevenmacher        | 3 500     |
| Stade Centre Sportif Deich | Ettelbruck          | 2 102     |

## Fase Final

### Fase de grups

#### Grup A
| Equips    | PJ | G | E | P | GF | GC | DG  | Pts |
| --------- | -- | - | - | - | -- | -- | --- | --- |
| Espanya   | 3  | 3 | 0 | 0 | 12 | 1  | 11  | 9   |
| Rússia    | 3  | 2 | 0 | 1 | 3  | 3  | 0   | 6   |
| Hongria   | 3  | 1 | 0 | 2 | 4  | 3  | 1   | 3   |
| Luxemburg | 3  | 0 | 0 | 3 | 1  | 13 | -11 | 0   |

| 3 de maig | Luxemburg | 1 - 7 | Espanya   |
|           | Hongria   | 0 - 1 | Rússia    |
| 5 de maig | Luxemburg | 0 - 4 | Hongria   |
|           | Espanya   | 3 - 0 | Rússia    |
| 8 de maig | Rússia    | 2 - 0 | Luxemburg |
|           | Espanya   | 2 - 0 | Hongria   |

#### Grup B
| Equips              | PJ | G | E | P | GF | GC | DG | Pts |
| ------------------- | -- | - | - | - | -- | -- | -- | --- |
| Alemanya            | 3  | 2 | 1 | 0 | 8  | 0  | 8  | 7   |
| República Txeca     | 3  | 2 | 1 | 0 | 5  | 2  | 3  | 7   |
| Sèrbia i Montenegro | 3  | 0 | 1 | 2 | 2  | 7  | -5 | 1   |
| Bèlgica             | 3  | 0 | 1 | 2 | 2  | 8  | -6 | 1   |

| 3 de maig | Bèlgica             | 0 - 4 | Alemanya            |
|           | Sèrbia i Montenegro | 1 - 2 | República Txeca     |
| 5 de maig | Bèlgica             | 1 - 1 | Sèrbia i Montenegro |
|           | Alemanya            | 0 - 0 | República Txeca     |
| 8 de maig | República Txeca     | 3 - 1 | Bèlgica             |
|           | Alemanya            | 4 - 0 | Sèrbia i Montenegro |

### Semi-finals
| 11 de maig | Espanya  | 0 - 2 | República Txeca |
|            | Alemanya | 0 - 1 | Rússia          |

### Partit pel 3r lloc
| 14 de maig | Espanya | 1 - 1 (3 - 2) (penals) | Alemanya |

### Final
| 14 de maig | República Txeca                 | 2 - 2 (3 - 5) (penals) | Rússia                             |
|            | Pekhart 80+3, Necid 8(Prórroga) |                        | Prudnikov 46, Marenich 6(Prórroga) |

## Golejadors
| Selecció                                                  | Dorsal | Jugadors               | Gols |
| --------------------------------------------------------- | ------ | ---------------------- | ---- |
| Espanya                                                   | 16     | Bojan Krkić            | 5    |
| Alemanya                                                  | 9      | Manuel Fischer         | 5    |
| República Txeca                                           | 10     | Tomáš Necid            | 5    |
| Espanya                                                   | 10     | Aarón Ñíguez           | 3    |
| Hongria                                                   | 9      | Krisztián Németh       | 2    |
| Espanya                                                   | 14     | Rubén Ramos            | 2    |
| Rússia                                                    | 9      | Aleksandr Prudnikov    | 2    |
| República Txeca                                           | 11     | Tomáš Pekhart          | 2    |
| Rússia                                                    | 2      | Sergei Morozov         | 1    |
| Espanya                                                   | 18     | José Hermosa           | 1    |
| Luxemburg                                                 | 9      | Miralem Pjanic         | 1    |
| Alemanya                                                  | 10     | Toni Kroos             | 1    |
| Alemanya                                                  | 18     | Raphael Lorenz         | 1    |
| Sèrbia i Montenegro                                       | 11     | Veljko Vuković         | 1    |
| Espanya                                                   | 11     | Cristian Vergara       | 1    |
| Espanya                                                   | 8      | Marcos Gullón          | 1    |
| Hongria                                                   | 7      | Vladimir Koman         | 1    |
| Hongria                                                   | 10     | Márk Nikházi           | 1    |
| Bèlgica                                                   | 17     | Maurizio Aquino        | 1    |
| Sèrbia i Montenegro                                       | 17     | Darko Karadžić         | 1    |
| Rússia                                                    | 10     | Igor Gorbatenko        | 1    |
| Rússia                                                    | 7      | Evgeni Korotaev        | 1    |
| Alemanya                                                  | 13     | Stefan Reinartz        | 1    |
| República Txeca                                           | 17     | Petr Wojnar            | 1    |
| Bèlgica                                                   | 16     | Mehdi Carcela-Gonzalez | 1    |
| República Txeca                                           | 7      | Jan Vošahlík           | 1    |
| Rússia                                                    | 18     | Aleksandr Marenich     | 1    |
| Total de Gols: 46 (1 en pròpia porta); Partits jugats: 16 |        |                        |      |